# Yasunari Kitaura
Yasunari Kitaura (北浦 康成 Kitaura Yasunari?,  25 de mayo de 1937) (Tokio), 26 de abril de 2023 (Madrid), fue un historiador de arte japonés, destacado experto en el renacimiento europeo, miembro de la Real Academia de Bellas Artes de San Fernando y profesor de Aikido 8º Dan otorgado por Aikikai Hombu Dojo, representante Shihan de Aikikai en España a través de la Asociación Cultural de Aikido en España (ACAE) fundada por él mismo.

## Biografía
Se licenció por la Universidad de Waseda (Tokio) en filología francesa  y se doctoró en historia del arte por la Universidad Complutense de Madrid con una tesis titulada El sistema imaginativo de El Greco. Publicó diversos libros y artículos acerca de la historia del arte europeo, japonés y chino. Su análisis morfológico de las obras de arte del renacimiento europeo le llevaron a descubrir numerosas relaciones entre las obras de diferentes artistas y su vínculo con la antigua Grecia. Este estudio analítico le permitió encontrar ciertas leyes que rigen la composición de una obra renacentista y por tanto dilucidar el sistema imaginativo de los artistas de la época.
Se formó en Aikido de la mano del fundador del Aikido Morihei Ueshiba y su hijo Kisshomaru Ueshiba.
En 1967 fue a Madrid con una beca del Ministerio de Asuntos Exteriores de España para poder profundizar sus estudios en la historia del arte europeo. Al año siguiente introdujo el Aikido en España y dedicó su vida a su difusión con el especial apoyo de Kisshomaru Ueshiba y Moriteru Ueshiba (actual Doshu) que visitaron España en numerosas ocasiones. Cabe mencionar en especial como muestra de la difusión del Aikido en España la investidura de doctor honoris causa por la Universidad Politécnica de Valencia de Kisshomaru Ueshiba en 1992.
En sus más de cincuenta años en Europa Yasunari Kitaura formó a numerosos expertos en esta disciplina especialmente en España su lugar de residencia. Contribuyó también a la difusión del Aikido en toda Europa incluyendo Rusia y algunas repúblicas ex-soviéticas.
Su estilo de Aikido se caracterizó por su sobriedad y elegancia de movimientos. Su concepción del Aikido estaba basada en movimientos contundentes y enérgicos para establecer unificaciones dinámicas y armónicas con el ki (flujo de energía) que parte del uke (atacante). Sus clases no se limitaban a la explicación técnica, sino que se introducían aspectos filosóficos y estéticos del ataque y la defensa. La base teórica de esta concepción fue resumida en un discurso con el título "Kimusubi" (unificación/armonización de flujos de energía) pronunciado en una conferencia por la paz (Gernika, 1994) en la que se buscaban soluciones armónicas a conflictos agresivos y recogido en el libro la "Plenitud del vacío".

## Distinciones
- Condecoración del Ministerio de Asuntos Exteriores de Japón (2008) por su dedicación.[8]